# Haplophyllum tenue
Haplophyllum tenue är en vinruteväxtart som beskrevs av Pierre Edmond Boissier. Haplophyllum tenue ingår i släktet Haplophyllum och familjen vinruteväxter. Inga underarter finns listade i Catalogue of Life.